# Abri du Plano del Pulido
L'Abri du Plano del Pulido (abri du Plan d'eau, en français) est un site d'art rupestre situé dans la commune de Caspe (comarque de Bajo Aragón-Caspe/Baix Aragó-Casp), dans la province de Saragosse, en Aragon, en Espagne,. Cet abri sous roche et ses peintures rupestres font partie de l'ensemble inscrit au Patrimoine mondial par l'Unesco en 1998 sous le nom d'Art rupestre du bassin méditerranéen de la péninsule Ibérique (réf. 874-649). Il est protégé comme Bien d'intérêt culturel depuis 1996 (cote RI-51-00094509).

## Situation
L'abri se trouve à 235 m d'altitude.

## Description
Sous un surplomb rocheux s'ouvre une petite cavité de 81 cm de haut. L'abri comporte quatre figures d'animaux et les restes d'un autre, en peinture rouge.
Les peintures sont très détériorées, probablement par des actes de vandalisme. Cependant, la figure d'un grand cerf est reconnaissable. On trouve également une biche, une partie de l'arrière-train d'un autre cervidé plus petit et des taches évoquant un éventuel archer.